# Metalopolis
Metalopolis was een radioprogramma op de openbare Vlaamse zender Studio Brussel. Het werd uitgezonden in de periode 1993-2000. De playlist bestond voornamelijk uit metal. Diverse door Kloot Per W samengestelde verzamelcd's gingen gepaard met het programma.
Het programma werd bedacht, samengesteld en van tekst voorzien door Kloot Per W en gepresenteerd door aanvankelijk Jan Hautekiet (deze combinatie vond zijn weg zelfs in de pop poll van HUMO in de categorie 'Beste Radio Programma.") en later Mies Meulders, Libelia De Splenter en Ayco Duyster. Metalopolis werd opgevolgd door Whiplash en De Bom, programma's die meer op punk/hardcore gericht waren.

## Compilaties
Volume 1:
1. "Walk" - Pantera
2. "War Ensemble" - Slayer
3. "Innerself" - Sepultura
4. "Forging Sympathy" - Paradise Lost
5. "Repetition" - Channel Zero
6. "Foul Taste Of Freedom" - Pro-Pain
7. "Unsung" - Helmet
8. "Set The World On Fire" - Annihilator
9. "Jesus Built My Hotrod" - Ministry
10. "Jawohl Asshole" - Life, Sex & Death
11. "Stonegarden" - The Gathering
12. "Sweet Tears" - Anathema
13. "House Of Despair" - Catalepsy
14. "Addiction" - The Almighty
15. "Suffer" - Blind Justice
16. "Memory's Garden" - Trouble
17. "Black" - Naked Truth

Volume 2:
1. "Davidian" - Machine Head
2. "Five Blocks to the Subway" - Biohazard
3. "5 Minutes Alone" - Pantera
4. "Heroin" - Channel Zero
5. "Burnin' Up" - Mystery
6. "Christian Woman" - Type O Negative
7. "Don't Care" - Obituary
8. "Dignity of Entrails" - Exoto
9. "Into Hiding" - Amorphis
10. "True Belief" - Paradise Lost
11. "Mister Hardcore Syndrome" - Agathocles
12. "Fucked With a Knife" - Cannibal Corpse
13. "Raven" - Gorefest
14. "Dry Riser" - Kerbdog
15. "Stubborn" - Senser
16. "Stubborn Ass" - Godspeed
17. "Wasting Away" - Nailbomb
18. "No Quarter" - Crowbar

Volume 3:
1. "Self Bias Resistor" - Fear Factory
2. "Justice Will Prevail" - Orthanc
3. "Forever Failure" - Paradise Lost
4. "Strange Machines" - The Gathering
5. "Colours Of Hate" - Molest
6. "Scratch The Surface" - Sick of It All
7. "Too Much Fear" - Kin Without The Blood
8. "More Human Than Human" - White Zombie
9. "Private Hell" - Misery Loves Company
10. "Cosmic Conspiracy" - Voivod
11. "Look To Your Orb For The Warning" - Monster Magnet
12. "One Inch Man" - Kyuss
13. "... Of Dream And Drama" - Moonspell
14. "Lost At 22" - Life Of Agony
15. "Blind" - Korn
16. "Certified ... ?" - Benediction
17. "When Satan Rules The World" - Deicide
18. "Dominate" - Morbid Angel
19. "Let's Get Crucified" - Waltari

Volume 4:
1. "Ratamahatta (edit)" - Sepultura
2. "Weeds" - Life of Agony
3. "Rejuvenate" - Shelter
4. "My Girlfriend's Girlfriend" - Type O Negative
5. "2econd Skin" - Moonspell
6. "Bradley" - Coal Chamber
7. "A.D.I.D.A.S." - Korn
8. "Dead Meat" - Judas Priest
9. "The Night Masquerade" - Dimmu Borgir
10. "Say Just Words" - Paradise Lost
11. "Dig" - Uncle Meat
12. "Ten Ton Hammer" - Machine Head
13. "Demonstrating My Style" - Madball
14. "Last Judgement"- Deviate
15. "Turns to Me" - Savatage
16. "Atlantis as a Lover" - Tiamat
17. "The Burning Times" - Testament
18. "Bastard of Christ" - Deicide